# Netz Niederösterreich
Die Netz Niederösterreich GmbH ist ein Strom- und Erdgasverteilnetzbetreiber, der in weiten Teilen von Niederösterreich, sowie einzelnen Gemeinden von Oberösterreich und der Steiermark tätig ist. Das Unternehmen ist Teil der EVN AG.

## Geschichte
Im Zuge einer weitreichenden rechtlichen Entflechtung, einer von der Regulierungsbehörde E-Control vorgeschriebenen selbständigen Führung der Strom- und Gasnetze, wurde 2006 die EVN Netz GmbH als Tochter der EVN AG gegründet und 2013 in Netz Niederösterreich GmbH umbenannt. Die Umbenennung soll den diskriminierungsfreien Netzzugang unterstreichen.

## Netzdaten

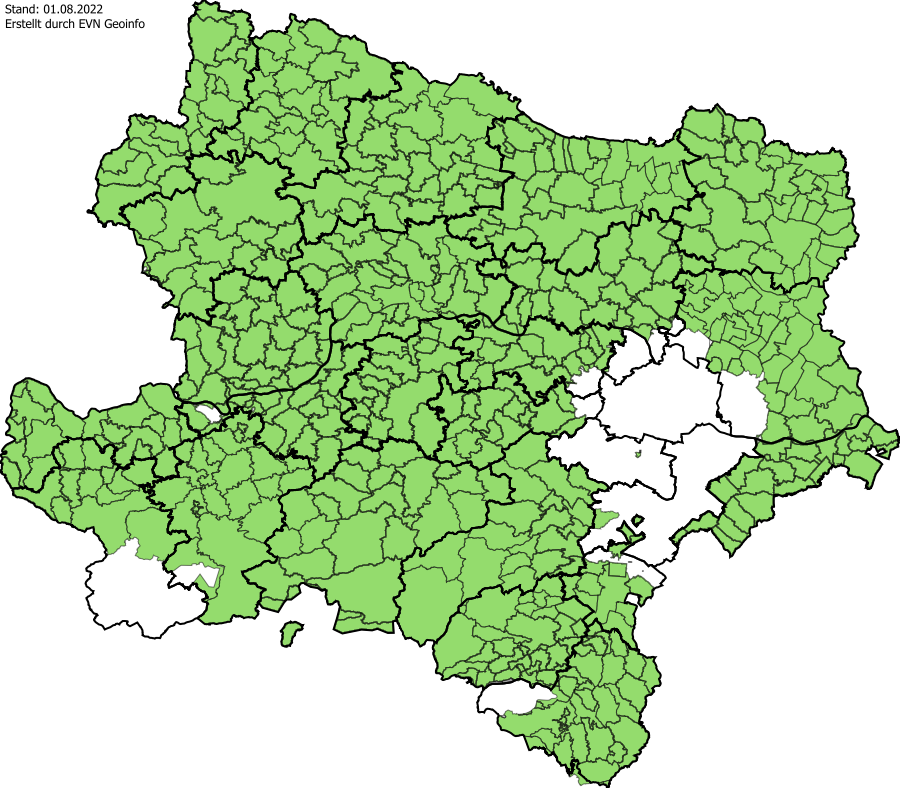
Versorgungsgebiet Strom der Netz NÖ

Die Netz Niederösterreich betreibt laut eigenen Angaben ein Stromnetz mit einer Länge von 55 744 km, davon 1 417 km Hochspannungs- und rund 54 327 km Mittel- und Niederspannungsleitungen. Außerdem betreibt die Netz Niederösterreich ein Erdgasnetz von 13 876 km, davon 2 188 km Hochdruckleitungen und rund 11 688 km Mittel- und Niederdruckleitungen.
Innerhalb des Netzgebietes gibt es Überschneidungen mit anderen Netzanbietern, zum Beispiel im Großraum Wien mit den Wiener Netzen, im Grenzbereich zu Oberösterreich mit der Netz Oberösterreich.

## Netzentwicklungsplan 2024–2034
Der Netzentwicklungsplan (NEP) 2024–2034 der Netz Niederösterreich GmbH wurde im Frühjahr 2024 veröffentlicht und definiert die strategischen Ausbau‑ und Erneuerungsmaßnahmen im Verteilernetz über einen Zeitraum von zehn Jahren.
Er verfolgt drei übergeordnete Ziele:
- die Sicherstellung der Versorgungskapazität
- die Förderung und Integration dezentraler Erzeugungsanlagen
- die Anpassung der Netzstruktur an wachsende Last‑ und Einspeiseanforderungen

Die Fläche des Versorgungsgebiets umfasst 18 021 km², in denen aufgrund regionaler Besonderheiten unterschiedliche Netzanforderungen bestehen. Die Gesamtlänge des Mittel- und Niederspannungsnetzes hat in den vergangenen Jahren immer weiter abgenommen. Parallel wurde aber ein starker Zuwachs der installierten Einspeiseleistung im Ortsnetz, vornehmlich durch Photovoltaik‑ und Batteriespeicherprojekte verzeichnet.
Der NEP beschreibt ferner einen vollständig digitalen Prozess für Netzanschlussanträge, der sowohl Kundenportal‑Anfragen für Netzebene 7 als auch simulationsgestützte Lastflussprüfungen für Netzebenen 3 bis 6 umfasst. Zur Transparenz gehören quartalsweise veröffentlichte Listen der gebuchten und verfügbaren Einspeisekapazitäten je Umspannwerk gemäß § 20 ElWOG. Ein weiterer Schwerpunkt ist der schrittweise Ausbau digitaler Netzüberwachungs‑ und Smart‑Grid‑Technologien, um eine genauere Fernsteuerung und Zustandsbeobachtung zu ermöglichen.
Die dargestellten Daten und Maßnahmen bilden die Grundlage für zukünftige Investitionsentscheidungen in Umspannwerke, Leitungstrassen und Netzleittechnik und werden regelmäßig überprüft und an tatsächliche Entwicklungen angepasst.